# Mehmet Reşat Nayır
Mehmet Reşat Nayır (* 13. Juli 1911 in Istanbul; † 25. Oktober 1992 ebenda) war ein türkischer Fußballspieler, -trainer und -funktionär. Durch seine langjährige Tätigkeit für Fenerbahçe Istanbul und als dessen Eigengewächs wird er sehr stark mit diesem Vereinen assoziiert und von Vereins- und Fanseiten als eine der wichtigen Persönlichkeiten der Vereinsgeschichte bezeichnet. Er war für den türkischen Fußballverband und Fenerbahçe als Funktionär tätig.

## Spielerkarriere

### Verein
Nayır durchlief die Nachwuchsabteilung von Fenerbahçe Istanbul und wurde hier im Laufe der Saison 1928/29 in den Profikader aufgenommen. Er kam in dieser Spielzeit am 28. September 1928 in der Partie der İstanbul Ligi (dt. Istanbuler Liga) gegen Beykozspor zum Einsatz und gab damit sein Profidebüt. Da damals in der Türkei keine landesübergreifende Profiliga existierte, existierten stattdessen in den Ballungszentren wie Istanbul, Ankara und Izmir regionale Ligen, von denen die İstanbul Ligi (auch İstanbul Futbol Ligi genannt) als die Renommierteste galt. Im weiteren Saisonverlauf kam Nayır zu sieben Ligaeinsätzen und verfehlte mit seinem Team die Istanbuler Meisterschaft mit einem Vier-Punkte-Rückstand auf den Erzrivalen Galatasaray Istanbul deutlich.
Nachfolgend war Nayır bis Mitte der 1930er Jahre ein fester Bestandteil der Mannschaft. Nachdem er mit seinem Team die Istanbuler Meisterschaft der Spielzeiten 1929/30 und 1932/33 holen konnte, gehörte er auch zu jener Fenerbahçe-Mannschaft, die in den Spielzeiten 1934/35, 1935/36 und 1936/37 drei Mal aufeinanderfolgend Istanbuler Meister werden konnte. Damit zog Fenerbahçe mit dem Erzrivalen Galatasaray gleich, der als erster Verein drei aufeinander folgende Meisterschaften erreichte. Er war auch Teil jener Fenerbahçe-Mannschaft, die in der Saison 1937 aus der Millî Küme als Sieger hervorgehen, einer Art Meisterschaftsturnier an der die Mannschaften der drei Großstädte Istanbul, Ankara und Izmir teilnahmen.
Nach diesem erfolgreichen drei Spielzeiten blieb Nayır zwar drei weitere Spielzeiten bei Fenerbahçe, konnte jedoch nur in der Spielzeit 1939/40 mit der Meisterschaft der Millî Küme nur einen weiteren Titel holen. Im Anschluss an diese Saison beendete er im Alter von 29 Jahren seine Karriere.

### Nationalmannschaft
Nayır begann seine Nationalmannschaftskarriere 1932 mit einem Einsatz für die türkische Nationalmannschaft im Testspiel gegen die ungarische Nationalmannschaft. Bis zum August 1937 absolvierte er drei weitere Partien.
Mit der Türkischen Auswahl nahm Nayır an den Olympischen Sommerspielen 1936 teil.

## Trainerkarriere
Nayır betreute in der Saison 1956/57 Kasımpaşa Istanbul. 1961 trainierte er für etwa zwei Monate den Erstligisten Vefa Istanbul.

## Funktionärskarriere
Im März 1961 wurde Nayır bei Fenerbahçe Istanbul in den Vorstand des neuen Klubpräsidenten İsmet Uluğ gewählt.

## Erfolge
Mit Fenerbahçe Istanbul
- Meister der İstanbul Futbol Ligi: 1929/30, 1932/33, 1934/35, 1935/36, 1936/37
- Meister der Millî Küme: 1937, 1940
- Sieger im Ankara Stadyum Kupası: 1936

Mit der Türkischen Nationalmannschaft
- Teilnahme an den Olympischen Sommerspielen: 1936